# Luya
Luya é uma província do Peru localizada na região de  Amazonas. Sua capital é a cidade de Lamud.

## Distritos da província
- Camporredondo
- Cocabamba
- Colcamar
- Conila
- Inguilpata
- Lamud
- Longuita
- Lonya Chico
- Luya
- Luya Viejo
- Maria
- Ocalli
- Ocumal
- Pisuquia
- Providencia
- San Cristobal
- San Francisco del Yeso
- San Jeronimo
- San Juan de Lopecancha
- Santa Catalina
- Santo Tomas
- Tingo
- Trita